# Атенагор (Фазіоло)
Єпископ Атенагор ( італ. Episcopo Athenagoras, грец. Επίσκοπος Αθηναγόρας, світське імʼя Альчіде Фазіоло, італ. Alcide Fasiolo  ; нар. 1960, Удіне) — архієрей Константинопольської православної церкви, єпископ Термський (з 2022), вікарій Італійської митрополії.

## Біографія
Народився 1960 року в місті Удіне, в Італії.
У 1994 році в Трієсті був хіротонізований у диякона, а 25 грудня того ж року — у пресвітера  .
З 1995 року служив священиком у Ліворно. З 2001 року є священнослужителем жіночого монастиря Св. Великомучениці Варвари в Монтанер (італ. Monastero ortodosso della Trasfigurazione del Signore e di Santa Barbara di Montaner)
28 листопада 2022 року Священним синодом Константинопольської православної церкви був обраний єпископом Термським, вікарієм Італійської митрополії  .
8 грудня 2022 року в катедральному соборі Сан-Джорджо-деї-Гречі у Венеції відбулася його архієрейська хіротонія, яку звершили митрополит Італійський Полікарп (Ставропулос), митрополит Австрійський Арсеній (Кардамакіс), митрополит Галльський Димитрій (Плуміс), єпископ Кратейський Георгій (Андонопулос) та єпископ Котейський Діонісій (Папавасіліу).